# Christine Witty
Christine Witty, née le 23 juin 1975 à West Allis dans le Wisconsin aux États-Unis, est une patineuse de vitesse et coureuse cycliste américaine.
Elle a remporté la médaille d'argent olympique lors des Jeux olympiques d'hiver de 1998 à Nagano au Japon dans l'épreuve du 1 000 m. Dans la même épreuve quatre ans plus tard, à Salt Lake City, elle a décroché la médaille d'or. Elle possède également à son palmarès une médaille de bronze acquise à Nagano 1998 dans l'épreuve du 1 500 m. Elle était la porte-drapeau de la délégation américaine lors des JO de Turin en 2006.
Elle a également participé aux Jeux olympiques d'été de 2000 en cyclisme sur piste où elle a terminé à la 5e place du 500 m.

## Palmarès en patinage de vitesse

### Jeux olympiques
- Médaille de bronze sur 1 500 m m aux Jeux olympiques d'hiver de 1998 à Nagano ( Japon)
- Médaille d'argent sur 1 000 m aux Jeux olympiques d'hiver de 1998 à Nagano ( Japon)
- Championne sur 1 000 m aux Jeux olympiques d'hiver de 2002 à Salt Lake City ( États-Unis)

### Championnats du monde
- Vice-championne du monde en 1996 sur 1 000 m à Heerenveen ( Pays-Bas)
- Championne du monde en 1996 en sprint à Hamar ( Norvège)
- Troisième mondiale en 1997 en sprint à Hamar ( Norvège)
- Championne du monde en 1998 sur 1 000 m à Calgary ( Canada)
- Troisième mondiale en 1998 en sprint à Berlin ( Allemagne)
- Troisième mondiale en 2000 sur 1 000 m à Nagano ( Japon)
- Vice-championne du monde en 2000 en sprint à Séoul ( Corée du Sud)

### Record du monde
| Épreuve | Résultat      | Date             | Lieu           |
| ------- | ------------- | ---------------- | -------------- |
| 1 000 m | 1 min 15 s 43 | 23 novembre 1997 | Calgary        |
| 1 000 m | 1 min 14 s 96 | 28 mars 1998     | Calgary        |
| 1 000 m | 1 min 14 s 58 | 3 mars 2001      | Calgary        |
| 1 000 m | 1 min 13 s 83 | 23 novembre 1997 | Salt Lake City |

## Palmarès en cyclisme sur piste
- 1992
  - 3e du 500 mètres
- 1996
  -  Championne des États-Unis du 500 mètres
  - 2e de la vitesse
- 1998
  -  Championne des États-Unis du 500 mètres
  - 2e de la vitesse
- 2000
  - 3e du 500 mètres
  - 3e de la vitesse
- 2003
  -  Championne des États-Unis du 500 mètres
  -  Championne des États-Unis de la vitesse

## Vie privée
Christine Witty est ouvertement lesbienne.